# Ingolf
Ingolf er et drengenavn, der har nordiske rødder, idet Ing er et nordisk gudenavn og "olf" svarer til ulv. Navnet er ret sjældent forekommende, idet kun 743 personer bar navnet i 2001 ifølge Danmarks Statistik.

## Kendte personer med navnet
- Ingolf, greve af Rosenborg, dansk greve.
- Ingolf Boisen
- Ingolf Elster Christensen
- Ingolf David, dansk skuespiller og teaterdirektør.
- Ingolf Fjeld
- Ingolf Gabold
- Ingolf Gulbrandsen
- Ingolf Haubirk
- Ingolf L. Nielsen
- Ingolf Olsen
- Ingolf S. Olsen
- Ingolf Røjbæk

## Navnet anvendt i fiktion
- Ingolf er en af Cirkelines musevenner i Hanne Hastrups tegnefilm.
  - Ingolfs fødselsdag

## Krigsskibe
- Orlogsskonnerten Ingolf
- Inspektionsskibet Ingolf
- F350 Ingolf

## Vejrfænomen
- Stormen Ingolf